# الانتخابات الرئاسية السورية 2014
أجريت الانتخابات الرئاسية في سوريا في 3 يونيو 2014. وتعد هذه أول انتخابات متعددة المرشحين منذ عقود من الزمان منذ وصول حزب البعث إلى السلطة في انقلاب عام 1963. وفي أواخر أبريل 2014، أعلن بشار الأسد أنه سيترشح لولاية ثالثة في أول انتخابات رئاسية مباشرة متعددة المرشحين في سوريا.
بسبب الحرب الأهلية السورية التي بدأت في مارس 2011، كان لسوريا أكبر مجموعة من اللاجئين، وبدأ التصويت للاجئين في بعض الدول الأجنبية في السفارات السورية قبل عدة أيام من التصويت في سوريا. قاطعت جماعات المعارضة السورية المحلية والخارجية الانتخابات ولم يتم التصويت في أجزاء كبيرة من سوريا الخاضعة لسيطرة المتمردين. كما أن المناطق الخاضعة لسيطرة الميليشيات الكردية لم تسمح بالتصويت بسبب رفض الحكومة الاعتراف بمطالبتها بالحكم الذاتي الإقليمي، على الرغم من أن بعض الأشخاص سافروا إلى المناطق الخاضعة لسيطرة الحكومة للتصويت.
وتعهدت بعض الجماعات المتمردة بتعطيل الانتخابات بأي طريقة ممكنة، بما في ذلك تفجير مراكز الاقتراع والمناطق التي تسيطر عليها الحكومة وقصفها. وجاء في بيان آخر صادر عن الاتحاد الإسلامي لأجناد الشام وفيلق الشام وجيش المجاهدين والجبهة الإسلامية أنهم لن يهاجموا الناخبين، لكنه حذر الناس من البقاء في منازلهم «في حالة قيام الحكومة السورية بذلك»، وأفادت التقارير بوقوع 50 حالة وفاة من جراء القصف الذي قام به المتمردون.
أدى بشار الأسد اليمين الدستورية لولاية ثالثة مدتها سبع سنوات في 16 يوليو 2014 في القصر الرئاسي بدمشق. رفض مجلس التعاون الخليجي والاتحاد الأوروبي والولايات المتحدة الانتخابات ووصفها بأنها غير شرعية. وقد أدان أنصار الأسد أعضاء هذا التحالف لافتراضهم بأنه عجل بالحرب الأهلية من خلال ما يزعمون أنه غزو لسوريا غير شرعي بموجب القانون الدولي وميثاق الأمم المتحدة وتوفير الدعم المادي والمالي للجماعات الإرهابية. انتقد الأمين العام للأمم المتحدة بان كي مون محاولات إجراء انتخابات في ظل ظروف الحرب الأهلية، وقيل على نطاق واسع إن الانتخابات تفتقر إلى مراقبة مستقلة للانتخابات. أصدر وفد دولي من أكثر من 30 دولة برئاسة رئيس لجنة الأمن القومي لمجلس الشوري الإسلامي الإيراني بيانا ادعى فيه أن الانتخابات "جرت في وقتها وتاريخها الدستوري بطريقة ديمقراطية شفافة"، وكانت "حرة ونزيهة" وأجريت في إطار بيئة ديمقراطية، خلافا للدعاية الغربية".

## الخلفية
منذ عام 2011، تعاني البلاد من الحرب الأهلية السورية التي سببت تشرذم السكان إلى حد كبير، ولكن ليس بالكامل، على أساس ديني و/أو عرقي طائفي. يذكر المرصد السوري لحقوق الإنسان ومقره المملكة المتحدة أن الحرب أودت بحياة أكثر من 150 ألف شخص. وشرد ثلث سكان البلد البالغ عددهم 23 مليون نسمة (نحو 7 ملايين نسمة)، منهم 2.5 مليون لاجئ في بلدان أجنبية بحلول 2014.
وحذر المتحدث باسم الأمين العام للأمم المتحدة بان كي مون من أنه في خضم الحرب الأهلية السورية المستمرة وتشريد المواطنين السوريين على نطاق واسع، فإن “مثل هذه الانتخابات تتعارض مع نص وروح بيان جنيف” ومن شأنها أن “تضر بآفاق التوصل إلى حل سياسي مع المعارضة. ومع ذلك، سنواصل البحث والبناء على أي انفتاح لإيجاد حل للمأساة في سوريا". رفض المتمردون وأحزاب المعارضة السورية حضور مؤتمر السلام (الهدف النهائي لبيان جنيف) ما لم يتم عزل الأسد من السلطة ومنعه من أي منصب قيادي في المستقبل. وكانت محادثات السلام قد فشلت قبل أن تبدأ لأن ما كان يقصد به التفاوض لم يصبح إلا إنذارا نهائيا. إن خروج محادثات السلام عن مسارها يتناقض تناقضا صارخا مع الأهداف المعلنة للأمم المتحدة نحو حل الصراع.

## اللاجئون
أدى اللاجئون البالغ عددهم 2.5 مليون وقدرتهم على التصويت إلى العديد من الخلافات المحيطة بهذه الانتخابات. وقد تم استبعاد مئات الآلاف من اللاجئين الذين لم يغادروا سوريا رسميا عبر المراكز الحدودية من التصويت.
وفي بيروت، لبنان، التي تستضيف نحو 1.1 مليون لاجئ سوري، أصيبت الطرق بالشلل بسبب العدد الكبير من اللاجئين السوريين والمغتربين السوريين الذين يعيشون بالفعل في لبنان والذين يرغبون في التصويت في السفارة.

### تصويت المغتربين

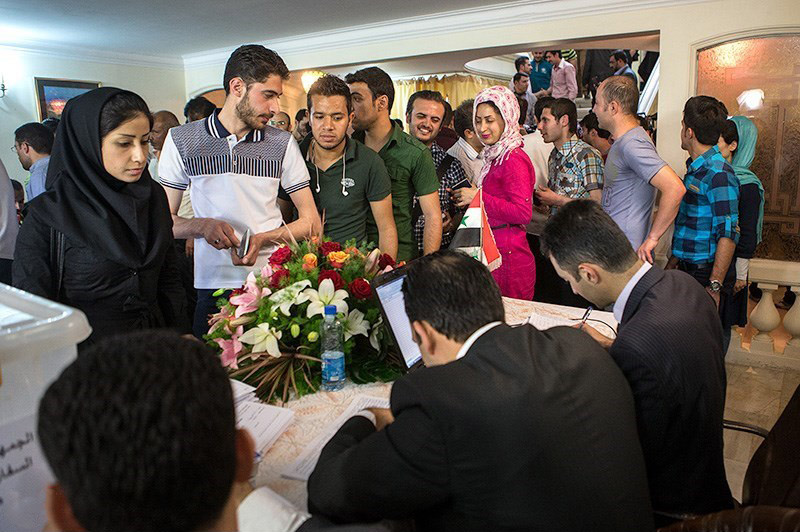
تصويت المغتربين في السفارة السورية في طهران (28 مايو 2014)

#### مسموح به
تمكن المغتربين السوريين من التصويت في السفارات السورية للدول التالية:
| - الجزائر - أرمينيا - النمسا - روسيا البيضاء - الصين - كوبا - قبرص - جمهورية التشيك - الهند - إندونيسيا - العراق (يستضيف لاجئين سوريين) - إيران - موريتانيا - ماليزيا - نيجيريا - لبنان (يستضيف لاجئين سوريين) - عمان | - باكستان - بولندا - رومانيا - روسيا - جنوب أفريقيا - صربيا - السويد - أوكرانيا - فنزويلا - اليمن |

#### مرفوض
لم تسمح الدول العشر التالية بإجراء تصويت المغتربين في البعثات الدبلوماسية السورية. ومن أجل السماح للناخبين بالمشاركة في الانتخابات بعد الحظر، شجعت الحكومة السورية المغتربين السوريين على العودة إلى بلدهم الأصلي والادلاء بأصواتهم. وقد رحب المجلس الوطني السوري، وهو منظمة معارضة سورية، وخصم لبشار الأسد، بقرارات تلك الحكومات الأجنبية.
| - بلجيكا - كندا - مصر - فرنسا - ألمانيا - الأردن (يستضيف لاجئين سوريين) - قطر - السعودية | - تركيا (تستضيف لاجئين سوريين) - الإمارات العربية المتحدة - المملكة المتحدة - الولايات المتحدة |  |

## النظام الانتخابي
الدستور الجديد، الذي اعتمد في أعقاب الاستفتاء الدستوري السوري 2012، قد غيّر طبيعة الانتخابات الرئاسية من استفتاء إلى اقتراع متعدد المرشحين. ونتيجة لذلك، تمثل هذه الانتخابات المرة الأولى التي يستطيع فيها المرشحون تحدي الرئيس الحالي؛ وهي أول انتخابات ديمقراطية اسمية في تاريخ سوريا. قانون اعتمده البرلمان السوري في أوائل عام 2014 يقصر الترشح على الأفراد الذين عاشوا في سوريا على مدى السنوات العشر الماضية، وبالتالي يمنع المنفيين من الترشح.
أعلن وزير الإعلام السوري عمران الزعبي في 8 أبريل أن المرشحين سيتمكنون من تقديم طلباتهم خلال الأيام العشرة الأخيرة من أبريل. أصر الزعبي على أنه على الرغم من الحرب الأهلية الجارية، فإن الانتخابات ستجري في موعدها المحدد، ولن يتم تأجيلها لأي سبب من الأسباب. وقال الزعبي ان «الغالبية العظمى» من السوريين يرغبون في إعادة انتخاب الرئيس الحالي بشار الأسد. وقال الزعبي أيضا ان العمليات العسكرية الحكومية ستستمر بالرغم من الانتخابات.

## معايير الأهلية
الشروط المطلوبة للمرشح في الانتخابات الرئاسية هي كما يلي وفقا للدستور السوري:
1. يجب أن يكون المرشح مؤيدا من 35 عضوا أو أكثر على الأقل من أعضاء البرلمان
2. أن يكون المرشح من العمر 40 عاما على الأقل
3. أن يكون سوريا بالولادة، من أولياء الأمور السوريين بالولادة
4. يجب أن يتمتع المرشح بالحقوق المدنية والسياسية وألا يدان بجريمة غير شريفة، ولو رد إليه اعتباره
5. يجب ألا يكون المرشح متزوجا من زوج غير سوري
6. يجب أن يكون قد عاش في سوريا لمدة 10 سنوات قبل الانتخابات

## المرشحون
قدم ما مجموعه 24 مرشحا، من بينهم امرأتان ومسيحي، طلبات إلى المحكمة الدستورية العليا للرئاسة. من هؤلاء، استوفى مرشحان غير الأسد جميع الشروط اللازمة للترشح، بما في ذلك دعم 35 عضوا من أعضاء البرلمان. وينظر إلى المرشحين الأخريين المختارين للترشح على أنهما «متنافسين رمزيين في الغالب» و«شخصيات غير معروفة».
- بشار الأسد، الرئيس الحالي وزعيم حزب البعث
- حسان عبد الله النوري، من المبادرة الوطنية للإدارة والتغيير في سوريا، عضو البرلمان البالغ من العمر 53 عاماً من دمشق
- ماهر عبد الحفيظ حجار، سابقا من حزب الإرادة الشعبية، عضو البرلمان من حلب البالغ من العمر 43 عاما. ويقود هذا الحزب زعيم المعارضة المخضرم قدري جميل الذي دعم الاحتجاجات الأولية في عام 2011، لكنه وصف بعد ذلك الدعوات إلى الإطاحة بالحكومة بأنها «غير واقعية وغير مجدية». كان جميل عضواً في اللجنة التي صاغت الدستور الجديد لسوريا في عام 2011. ومع ذلك فإن الإدارة الشعبية فازت باثنين فقط من 250 نائبا في الانتخابات البرلمانية لعام 2012 مع فوز حلفائهم من الحزب السوري القومي الاجتماعي بأربعة مقاعد إضافية. وكان الرئيس الأسد قد رشح جميل نائبا لرئيس الوزراء في يونيو 2012، لكنه أقيل من منصبه في أكتوبر 2013. العدد القليل من النواب من الحزب يشير إلى أن معظم ترشيحاته يجب أن تكون إما من مستقلين أو نواب من الجبهة الوطنية التقدمية الحاكمة. وكان بيان صادر عن حزب الإرادة الشعبية في 27 أبريل قد نأى بالحزب عن حجار، مدعيا أن حجار لم يعد عضوا في حزب الإرادة الشعبية، أو الجبهة الشعبية للتحرير والتغيير. وبدلا من ذلك ادعى البيان أن حجار يمثل نفسه فقط.[44]

أما المرشحين الـ 21 الآخرين الذين لم يستوفوا المعايير فكانوا:
- سوسن عمر الحداد، من مواليد محافظة اللاذقية عام 1963
- سمير أحمد معلا، من مواليد محافظة القنيطرة عام 1961
- محمد فراس ياسين رجوح، من مواليد دمشق عام 1966
- عبد السلام يوسف سلامة، من مواليد محافظة حمص عام 1971
- علي محمد ونوس، من مواليد حمص عام 1973
- عزة محمد وجيه الحلاق، من مواليد دمشق عام 1962
- طليع صالح ناصر، من مواليد كفرين عام 1967
- سميح ميخائيل موسى، من مواليد بطيحة عام 1963
- محمود خليل حلبوني، من مواليد حرستا عام 1946
- محمد حسن الكنعان، من مواليد الصنمين عام 1964
- خالد عبده الكريدي، من مواليد العال عام 1966
- بشير محمد البلح، من مواليد دمشق عام 1931
- أحمد حسون العبود، من مواليد الميادين عام 1962
- أيمن شمدين العيسى علم، من مواليد الحسينية عام 1967
- زياد عدنان الحكواتي، من مواليد دمشق عام 1955
- أحمد علي قصيعة، من مواليد جبق عام 1951
- محمود محمد نصر، من مواليد الزاهرية عام 1969
- علي حسن الحسن، من مواليد دير سراس عام 1965
- أحمد عمر ضبة، من مواليد تعزة الشمالية عام 1969
- محمود ناجي موسى، من مواليد تدمر عام 1950
- حسين محمد طيجان، من مواليد حلب عام 1961

## النتائج
أعلنت المحكمة الدستورية العليا يوم الأربعاء 4 يونيو أن نسبة المشاركة في الانتخابات بلغت 73.42%، حيث بلغ عدد الناخبين 11,634,412 من أصل 15,845,575 سوري مؤهل للمشاركة في الانتخابات. يعتمد عدد السوريين المؤهلين للتصويت على بيانات الحكومة عن جميع السوريين الذين يعيشون في سوريا وخارجها فوق سن الثامنة عشرة، ويشمل ذلك جميع السوريين في الأراضي التي تسيطر عليها الحكومة، والأراضي التي يسيطر عليها المتمردون، واللاجئين، والأكراد المتجنسين حديثا، والمغتربين السوريين المعلنين.
وبلغ عدد الأوراق غير الصالحة 108 442، أو 3.8%. كما أعلن ماجد خضرة المتحدث باسم المحكمة الدستورية العليا أن المرشحين الخاسرين والأشخاص الذين لديهم شكاوى حول العملية الانتخابية لديهم 3 أيام لتقديم طعون. وذكر أن المحكمة ستبت في النتيجة النهائية خلال الأيام السبعة التالية لمدة ثلاثة أيام للاستئناف، ثم تعلن اسم الفائز المعلن عن طريق رئيس مجلس الشعب. وفي اليوم نفسه أعلن رئيس مجلس الشعب محمد جهاد اللحام نتائج البيانات الأولية.
|                            | بشار الأسد               | حزب البعث العربي الاشتراكي                 | 10,319,723 | 92.20 |
|                            | حسان النوري              | المبادرة الوطنية للإدارة والتغيير في سوريا | 500,279    | 4.47  |
|                            | ماهر حجار                | مستقل (سياسة)                              | 372,301    | 3.33  |
| الأصوات الباطلة/الفارغة    | الأصوات الباطلة/الفارغة  | الأصوات الباطلة/الفارغة                    | 442,108    | 3.8   |
| مجموع                      | مجموع                    | مجموع                                      | 11,634,412 | 100   |
| الأصوات المسجلة/المشاركة   | الأصوات المسجلة/المشاركة | الأصوات المسجلة/المشاركة                   | 15,845,575 | 73.42 |
| مصدر: SANA (WA), SANA (WA) |                          |                                            |            |       |

اقترح أندرو غيلمان أن النتائج يمكن أن تكون ملفقة على أساس الأرقام الدقيقة غير المحتملة. على سبيل المثال، 10,319,723/11,634,412 = 0.886999962، وبالتالي فإن نسبة 88.7% لبشار الأسد صحيحة لأقرب ناخب واحد. وبالمثل، فإن نسبة المبادرة الوطنية للإدارة والتغيير تأتي عند 0.042999938 وبالنسبة للطرف المستقل عند 0.031999985.
ولكن في حين أن حجة غيلمان تقدم أدلة على أن الاحصاءات المنشورة كانت ملفقة، فإنه يعترف بأن ذلك لا يستبعد النظرية القائلة بأن تلك الأرقام كان يمكن أن تولد بأثر رجعي (وبشكل غير مهني) من النسب المئوية الصحيحة.
النسبة المبلغ عنها للمشاركة، 0.734237287، لا تظهر الخصائص غير العادية التي عثر عليها في عمليات فرز الأصوات.

## مراقبو الانتخابات
لم يكن هناك مراقبون مستقلون للانتخابات، ولكن وفدا دوليا راقبوا الانتخابات. وذكرت الانباء انه ضم ممثلين من أكثر من 30 دولة من بينها البرازيل، والهند، وإيران، وروسيا، واوغندا، والولايات المتحدة، وفنزويلا. وكان من المتوقع أن ينضم إليها مندوبون آخرون من الصين وجنوب أفريقيا، وكوبا، ونيكاراغوا، وبوليفيا، وإكوادور، وكندا. وكان من بين المندوبين علاء الدين بوروجردي من إيران وأليكسي ألكسندروف من روسيا الموحدة الحاكمة في روسيا ووليام فارينياس من الحزب الاشتراكي المتحد الفنزويلي الحاكم وبينا ناموغوانيا بوغمبي من حركة المقاومة الوطنية الحاكمة الأوغندية والبرازيلي سوكورو جوميز من المجلس الشيوعي للسلام العالمي والمدون جين ستيلووتر وجودي بيلو وسكوت ويليامز من حزب العمال العالمي وجو يوسبيكر من المنظمة الاشتراكية لطريق الحرية والناشطين الهندي والأمريكي المناهضين للصهيونية فيروزي ميتهيبوروالا وبول لارودي.

## ردود الفعل

### المحلية

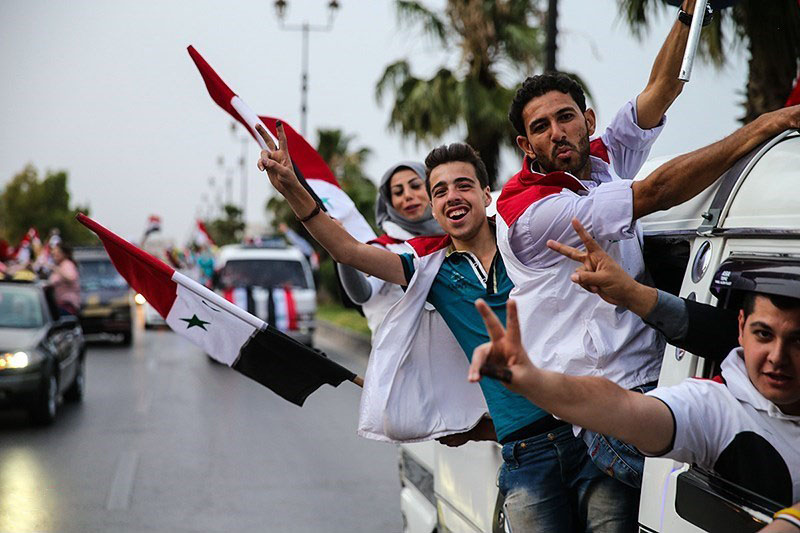
سكان دمشق يحتفلون بفوز الرئيس بشار الأسد في إعادة انتخابه (4 يونيو 2014)

- عقد حسان النوري مؤتمرا صحافيا في فندق شيراتون دمشق هنأ الرئيس الأسد على "كسب ثقة الشعب السوري من خلال فوزه بالانتخابات الرئاسية". وقال نوري إن العملية الانتخابية كانت واضحة وشفافة للعالم أجمع، مضيفا أنه هو وممثليه قاموا بتفقد عملية فرز الأصوات. وانتقد النوري أيضا أولئك الذين دعوا إلى المقاطعة، وادعى بدلا من ذلك أن الانتخابات لا يمكن أن تضر أو تنفع الشعب السوري. اختتم كلمته قائلا: "أعدكم بأنني مرشح وطني يشارك في بناء سوريا وسأكون جنديا خلف الجيش العربي السوري.[52]
- قال بطريرك أنطاكية الكنيسة السريانية الأرثوذكسية إغناطيوس أفرام الثاني إن نجاح الانتخابات الرئاسية في سوريا وفوز الرئيس بشار الأسد كان انتصارا لجميع المواطنين السوريين الشريفين. وأعرب عن خالص تهانيه لبشار الأسد لفوزه في الانتخابات والصلاة لله لمساعدته وإرشاده في عمله.[53]

### الدولية

#### الإعراب عن القلق
- ندد مجموعة أصدقاء سوريا بالانتخابات، زاعمين مسبقا أنها ستكون مزورة ومناوئة للفرضية الكامنة وراء محادثات جنيف الثانية. كما شككت الجماعة في صحة الانتخابات لأنها ستجري في خضم حرب أهلية وفقط داخل المناطق الحكومية «مما يعني أن ملايين السوريين غير قادرين على التصويت نتيجة الحرب إما لكونهم في مناطق خارج سيطرة الحكومة أو بسبب تشردهم».[54]
- المملكة المتحدة – قال وزير الخارجية ويليام هيغ: «كان الأسد يفتقر إلى الشرعية قبل الانتخابات، وهو يفتقر إليها بعد ذلك. ولا علاقة لهذه الانتخابات بالديمقراطية الحقيقية. وقد عقدت في خضم الحرب الاهلية».[55]
- الولايات المتحدة – المتحدثة باسم وزارة الخارجية ماري هارف في مؤتمر صحفي يومي: «الانتخابات الرئاسية اليوم في سوريا عار. بشار الأسد ليس له مصداقية اليوم أكثر مما كان عليه بالأمس. وفي بلد لا يوجد فيه مجتمع حر، تعتبر عملية الاختيار هذه وضعا لا يمكن تصوره».[56][57]

ورفض مجلس التعاون الخليجي والاتحاد الأوروبي والولايات المتحدة الانتخابات ووصفها بأنها مهزلة وغير شرعية. وطلب من موظفي الدولة أن يصوتوا أو أن يواجهوا الاستجواب. وعلى أرض الواقع، لم يكن هناك مراقبون مستقلون متمركزون في مراكز الاقتراع. ويزعم في مقال للرأي أن عدد الناخبين المؤهلين الذين لا يزالون في سوريا لا يتجاوز 6 ملايين ناخب. وبسبب سيطرة المتمردين والأكراد وتنظيم الدولة الإسلامية على الأراضي السورية، لم يكن هناك تصويت في حوالي 60% من البلاد.

#### الإعراب عن التهاني
- أفغانستان – أعرب الرئيس الأفغاني حامد كرزاي عن امله في ان تتغلب سوريا على كل التحديات «بفضل حكمة قيادتها وتصميم الشعب السوري». وأكد دعم سوريا في «مكافحة الإرهاب والتطرف»، معتبرا فوز الرئيس الأسد بالانتخابات الرئاسية «فصلا جديدا يمهد الطريق لإنهاء الأزمة في سوريا».[64]
- الجزائر – بعث الرئيس الجزائري عبد العزيز بوتفليقة برقية تهنئة إلى الرئيس السوري بشار الأسد بمناسبة فوزه بالانتخابات الرئاسية. وأعرب الرئيس بوتفليقة، في برقته، عن أطيب تمنياته للشعب السوري الشقيق بمزيد من التقدم والازدهار.[65]
- أرمينيا – أعرب الرئيس سيرج سركيسيان عن أمله في أن تتمكن سوريا من إعادة السلام والاستقرار من خلال الحوار الوطني باسم رفاه الشعب السوري وازدهاره. «أتمنى لكم [بشار الأسد] الصحة والنجاحات وأتمنى للشعب السوري الصديق السلام الأبدي».[66]
- بيلاروس – أعرب الرئيس البيلاروسي ألكسندر لوكاشينكو عن ثقته في أن سوريا ستتخلص من الأزمة الحالية وستواصل تحت قيادة الرئيس الأسد «مكافحة الإرهاب والتدخل الأجنبي في شؤونها الداخلية».[67]
- بروناي – أعرب السلطان حسن البلقية عن أمله في أن تواصل سوريا تقدمها «ورغبته في العمل مع الرئيس الأسد لتطوير علاقات التعاون والصداقة بين البلدين». وشدد كذلك على أن «إقبالا كبيرا من السوريين على الاقتراع جعل كل المحاولات الرامية إلى كسر سوريا وتمزيق وحدة السوريين بلا جدوى. وقد أعرب الشعب السوري، بمشاركته النشطة في الانتخابات، عن التزامه بالمبادئ الوطنية الثابتة وتكلم بصوت عال ضد الإرهاب الذي ابتليت به بلده.»[68]
- كوبا – أعرب الرئيس الكوبي راؤول كاسترو عن أمله في أن تتغلب سوريا على كل التحديات «بفضل حكمة قيادتها وتصميم الشعب السوري». وشدد على أن «انتصار الرئيس الأسد هو انتصار لكل الشعب الصادق والحر الذي دعم سوريا بشجاعة في مواجهة المؤامرات والحرب الخارجية المفروضة عليها».[64]
- غيانا – قال رئيس غويانا دونالد راموتار في برقية التهاني للرئيس السوري بشار الأسد، إن فوز الأسد في الانتخابات الرئاسية هو انتصار عظيم لسوريا، معرباً عن تمنياته بمواصلة علاقات الصداقة بين البلدين وتنسيق المواقف المشتركة بشأن القضايا الإقليمية والدولية.[69]
- إيران – نشرت وزارة الخارجية بيانا جاء فيه: «وصف جميع المراقبين الأجانب المحايدين هذه الانتخابات بأنها حرة وفي جو هادئ. اختار الشعب السوري (الأسد) بأغلبية ساحقة (88.7%) من الأصوات. إن إرادة الشعب السوري تغلبت على أمريكا….هذه ثمرة ثلاث سنوات من مقاومة الشعب السوري».[70]
- حزب الله – «أثبتت الانتخابات أن الحل السياسي في سوريا يبدأ وينتهي بالرئيس بشار الأسد. هناك رئيس تم انتخابه من قبل الملايين لولاية جديدة مدتها سبع سنوات. وعلى الذين يريدون العمل من أجل حل سياسي أن يتحدثوا معه ويتفاوضوا معه ويتوصلوا إلى حل معه. ندعو المقاتلين... للتحرك نحو المصالحة والحوار والبحث عن مخارج سياسية لوقف سفك الدماء. هذا القتال لن يؤدي إلا إلى زيادة الدمار في بلدكم ويضيف إلى إراقة الدماء. ويجب على الجميع الاعتراف بأن الحرب في سوريا لن تؤدي إلى سيطرة الآخرين عليها».[71]
- نيكاراغوا – قال الرئيس دانييل أورتيغا انه «يريد تهنئته على فوزه المدوي في الانتخابات الرئاسية يوم الثلاثاء 3 يونيو. يمثل انتصاركم، الأخ الرئيس بشار، تأكيدًا جديدًا لالتزام السلام وروح الشعب السوري، وقد دافعوا عنكم بشجاعة».[72]
- كوريا الشمالية – بعث القائد الأعلى كيم جونغ أون برسالة تهنئة إلى بشار الأسد بمناسبة إعادة انتخابه رئيسا لسوريا. وقدمت الرسالة تهانيها الحارة على إعادة انتخابه رئيسا لسوريا بفضل دعم الشعب السوري وثقته.[73]
- فلسطين – قال الرئيس محمود عباس إن انتخاب الرئيس الأسد يعني «الحفاظ على وحدة سوريا وسيادتها، وسيساعد على إنهاء الأزمة ومواجهة الإرهاب، متمنيا الرخاء والسلامة لسوريا».[74]
- روسيا – المتحدث باسم وزارة الخارجية الكسندر لوكاشيفيتش يرى أن التصويت حدث مهم يحمي استمرار عمل مؤسسات الدولة في سوريا. وكانت الانتخابات «بطبيعة الحال ليست ديمقراطية بنسبة 100%» بسبب النزاع في سوريا، لكن المشاركة والشفافية ونتائج المراقبين الأجانب «لا تعطينا أي سبب للتشكيك في شرعية الانتخابات». واضاف «في ظل هذه الخلفية فإن رد الفعل المسيس على الانتخابات من جانب بعض شركائنا الدوليين لا يمكن ألا يتسبب في خيبة الامل». واضاف «من غير المقبول تجاهل وجهات نظر ملايين السوريين».[75]
  - هنأ بطريك موسكو وسائر روسيا كيريل من الكنيسة الأرثوذكسية الروسية رئيس سوريا بشار الأسد على فوزه في الانتخابات الرئاسية الأخيرة. وقال البطريرك كيريل في برقيته أن «الوفاق الوطني والأخاء في سوريا على مدى قرون سيحفزان على تحقيق الاستقرار والسلام هناك». وقد تمنى للرئيس الأسد مزيدا من الشجاعة والقوة ليقود سوريا في المرحلة الراهنة، ويعيد الأمن والاستقرار، آملا في أن يشهد الشعب السوري السلام والاستقرار.[76]
- الصومال – هنأت سفارة الصومال الشعب السوري على فوز الرئيس بشار الأسد في الانتخابات الرئاسية التي جرت في 3 يونيو في سوريا. وأعربت عن حرص الصومال على تعزيز الروابط الأخوية بين الصومال وسوريا بما يخدم مصالح الشعبين. ويأمل الصومال أن يستعيد الشعب السوري الأمن والاستقرار والصداقة والسلام الأهلي.[77]
- جنوب إفريقيا – هنأ الرئيس جاكوب زوما بشار الأسد على فوزه بالانتخابات الرئاسية. وقد أعرب عن الأمل في أن يتغلب الشعب السوري والحكومة السورية على الأزمة التي تؤثر على بلدهم، مؤكدا استعداد جنوب أفريقيا للمساعدة في هذا الصدد.[78]
- فنزويلا – هنأ الرئيس نيكولاس مادورو موروس الشعب السوري والرئيس الأسد على نتائج الانتخابات. وبالإضافة إلى ذلك، كرر الرئيس مادورو «دعمه الكامل للشعب السوري في نضاله من أجل السلام» وأدان «أعمال المرتزقة المزعزعة للاستقرار التي لا تزال قائمة في سوريا، بتشجيع من الدول الأعضاء في حلف شمال الأطلسي».[79]